# Ranakah
Ranakah (Indonesisch: Gunung Ranakah) is een lavakoepel op het Indonesische eiland Flores in de provincie Oost-Nusa Tenggara.
In 1987 ontstond er een nieuwe lavakoepel, Anak Ranakah (kind van Ranakah) genaamd.